# Kanton El Tambo
Der Kanton El Tambo befindet sich in der Provinz Cañar südzentral in Ecuador. Er besitzt eine Fläche von 64,2 km². Im Jahr 2020 lag die Einwohnerzahl schätzungsweise bei 12.460. Verwaltungssitz des Kantons ist die Kleinstadt El Tambo mit 4674 Einwohnern (Stand 2010). Der Kanton El Tambo wurde im Jahr 1991 eingerichtet.

## Lage
Der Kanton El Tambo liegt nordostzentral in der Provinz Cañar. Das Gebiet liegt in den Anden. Der Río Cañar fließt entlang der südlichen Kantonsgrenze nach Westen. El Tambo liegt an der Fernstraße E35 (Cañar–Riobamba) bzw. E40 (Cañar–Guayaquil).
Der Kanton El Tambo wird von dem Kanton Cañar umschlossen.

## Verwaltungsgliederung
Der Kanton El Tambo ist deckungsgleich mit der gleichnamigen Parroquia urbana („städtisches Kirchspiel“).

## Ökologie
Der Nordosten des Kantons liegt innerhalb des Nationalparks Sangay.